# Mojito
Mojito (pronunție în engleză: /moʊˈhiːtoʊ/; spaniolă: [moˈxito]) este un cocktail tradițional cubanez, care a devenit popular la sfârșitul anilor 1980.
Un Mojito se prepară tradițional din cinci ingrediente: rom, zahăr (sau suc de trestie de zahăr), limetă, sifon și mentă. Combinația dintre dulceața și prospețimea citricelor și aroma de mentă maschează gustul puternic de rom și l-a transformat într-un cocktail de vară popular. Multe hoteluri din Havana adaugă și angostura pentru a tăia dulceața din Mojito; deși o variațiune populară, aceasta nu este versiunea originală creată în La Bodeguita del Medio.
Pentru a prepara un Mojito, sucul de la o limetă este adăugat peste zahăr și mentă, într-un pahar înalt. Amestecul este zdrobit repede. Se adaugă gheață fărâmițată, apoi romul și sifonul.